# Heinrich Rosin
Heinrich Rosin, född 14 september 1855 i Breslau, död 31 mars 1927 i Freiburg im Breisgau, var en tysk jurist.
Rosin blev 1880 privatdocent vid universitetet i Breslau samt utnämndes 1883 till extra ordinarie och 1888 till ordinarie professor vid Freiburgs universitet. Han lämnade 1919 denna professur och blev ordentlicher Honorarprofessor.